# Cymothoe bonneyi
Cymothoe bonneyi är en fjärilsart som beskrevs av Smith 1890. Cymothoe bonneyi ingår i släktet Cymothoe och familjen praktfjärilar. Inga underarter finns listade i Catalogue of Life.